# Typhlodromus roshanlali
Typhlodromus roshanlali är en spindeldjursart som beskrevs av S.Anant Narayanan och Ghai 1963. Typhlodromus roshanlali ingår i släktet Typhlodromus och familjen Phytoseiidae. Inga underarter finns listade i Catalogue of Life.